# アナトーリー・アレクサンドロフ
アナトーリー・ニコラエヴィチ・アレクサンドロフ（ロシア語: Анато́лий Никола́евич Алекса́ндров; Anatoly Nikolayevich Alexandrov, *1888年5月25日 モスクワ - †1982年4月16日 同地）は、ソビエト連邦時代のロシアの作曲家・ピアニスト。

## 生涯
モスクワの音楽家一家に生まれ、やはりピアニストであった母親からピアノの手ほどきを受ける。少年時代にアレクサンドロフ家はたびたび転居を繰り返したが、それでも1906年にはモスクワに戻っている。この頃に母親は、息子のために作曲の教師を探す決心を固めていた。セルゲイ・タネーエフの推薦書を得て、さしあたって1907年はタネーエフ門下のニコライ・ジリャーエフに入門することになったが、翌年からはタネーエフ本人の指導も受けられるようになった。1910年にモスクワ音楽院に入学し、ピアノを（1915年まで）コンスタンチン・イグムノフに、作曲をセルゲイ・ワシレンコに師事。1916年に金メダルを得て作曲科を卒業する。
その後、第1次世界大戦中は兵士として従軍せざるを得なかったが、ロシア革命では赤軍として戦った。1923年からモスクワ音楽院の教壇に立ち、1926年以降は教授となった（1964年になるまで教職を続け、同年に教育界を退いている）。1920年代の末まで現代音楽協会（ACM）の同人であったが、この集団は、ロシア・プロレタリア音楽同盟（RAPM）の代表的メンバーから手荒い攻撃を受けていた。これによってソ連の現代音楽の創作サークルは、1930年代初めに両方の音楽団体の解散によって、終焉を見ることになったのである。アレクサンドロフは声楽家の女性と結婚して、穏やかな侘住まいに入った。ニコライ・ミャスコフスキーやドミートリイ・ショスタコーヴィチと同じく多作家ではあったものの、作品の公開は控えがちであった。それでもいくつかの国民的栄誉に与かっている。

## 作曲様式
アレクサンドロフは様式的に見て、アレクサンドル・スクリャービンとニコライ・メトネルの中間に立っている。音楽観においては恩師セルゲイ・タネーエフの影響も大きい。作曲技法の新機軸と無縁だったわけではないが、ロシア音楽の伝統を尊重しており、前衛音楽には決して与しなかった。ピアノ曲や連作歌曲は、アレクサンドロフの創作活動の重心となっている。
初期（すなわち1920年代末まで）の作品は、すべての作品の中で群を抜いて評価されてきた。この時期のアレクサンドロフは、とりわけ実験精神と遊び心を発揮して、ほとんど印象主義的な雰囲気の、異国風の音響効果を用いていた。しばしば神秘的で恍惚とした気分に染まって、調性の瀬戸際にまで入り込んでいる。しかしながら1932年に、社会主義リアリズムが公的に望ましいと宣告されると、アレクサンドロフも実質的に作風を変化させた。これはつまり、和声法や旋律法に関して、音楽語法を単純化させたということである。とりわけ民族音楽の特徴に頼って、いくつかの作品では民謡ふうの作風さえ採っている。このころ当のアレクサンドロフは、教育用のピアノ曲の作曲に追われており、スクリャービンの影響は目に見えて落ち込んでいった。今やアレクサンドロフの作品は、後期ロマン派音楽ふうになり、明晰に調的な音楽語法が使われるようになった。アレクサンドロフは、最晩年になって作曲活動を振り返り、懐古的な創作姿勢を好んだ。
アレクサンドロフの作品は注目に値するにもかかわらず、こんにち注目されているとは言いがたい。それでも1920年代までは、ロシアのピアノ曲の傑出した作曲家の一人として注目されていたのである。

## 作品一覧
- 歌劇
  - 2つの世界 (1916年)
  - 41番目 作品41 (1933年 - 35年, 未完成)
  - ベラ 作品51 (1940年 - 45年)
  - "Die wilde Bara" 作品82 (1954年 - 57年)
  - 児童劇『ぎっちょ "Левша"』 作品103 (1975年)
- 管弦楽曲
  - 交響曲 第1番 ハ長調 作品92 (1965年)
  - 交響曲 第2番 変ロ長調 作品109 (1977年 / 78年)
  - ピアノ協奏曲 作品102 (1974年)
  - ロシア民謡の主題による序曲 作品29 (1915年, 1930年改訂)
  - 2つのロシア民謡による序曲 作品65 (1948年)
  - 劇付随音楽・映画音楽
- 室内楽曲
  - 弦楽四重奏曲 第1番 作品7 (1914年, 1921年改訂)
  - 弦楽四重奏曲 第2番 嬰ハ短調 作品54 (1942年)
  - 弦楽四重奏曲 第3番 作品55 (1942年)
  - 弦楽四重奏曲 第4番 ハ長調 作品80 (1953年)
  - チェロ・ソナタ ハ長調 作品112 (1981年 / 82年)
- ピアノ曲
  - ソナタ第1番 嬰ヘ短調「おとぎ話」作品4 (1914年)
  - ソナタ第2番 ニ短調 作品12 (1918年)
  - ソナタ第3番 嬰ヘ短調 作品18 (1920年, 1956年および1967年改訂)
  - ソナタ第4番 ハ長調 作品19 (1922年, 1954年改訂)
  - ソナタ第5番 嬰ト短調 作品22 (1923年, 1938年改訂)
  - ソナタ第6番 ト長調 作品26 (1925年)
  - ソナタ第7番 ニ長調 作品42 (1932年)
  - ソナタ第8番 変ロ長調 作品50 (1939年 - 44年)
  - ソナタ第9番 ハ短調 作品61 (1945年)
  - ソナタ第10番 ヘ長調 作品72 (1951年)
  - ソナタ第11番 ハ長調「幻想ソナタ」 作品81 (1955年)
  - ソナタ第12番 ロ短調 作品87 (1962年)
  - ソナタ第13番 嬰ヘ短調「おとぎ話」 作品90 (1964年)
  - ソナタ第14番 ホ長調 作品97 (1971年)
  - 小組曲 第1番 作品33 (1929年)
  - 小組曲 第2番 作品78 (1952年)
  - 小組曲 第3番 作品101 (1973年)
  - 4つの断章『過ぎ去りし妄執 "Obsession passée"』 作品6 (1911年 - 17年)：代表作
  - ソ連の民謡のいくつかの動機による8つの小曲 作品46 (1937年)
  - 10の小品『ロマンティックなエピソード』作品88 (1962年)
  - 5つの小品『回想』作品110 (1979年)
  - 2つの小品『幻影』作品111 (1979年, 未完成)
  - その他の小品（多数）
- ピアノ伴奏歌曲（多数）

## 関連事項
- ロシア・アヴァンギャルド
  - ニコライ・ロスラヴェツ
  - アレクサンドル・モソロフ

アレクサンドロフは上記の二人と作風が異なっていたが、同じ「現代音楽協会 (ACM)」の仲間であった。
- アレクセイ・スタンチンスキー

音楽院における学友。アレクサンドロフのピアノ曲《過ぎ去りし妄執 Obsession passée》作品6は、スタンチンスキーへの追悼曲で、ピアノ書法にスタンチンスキーからの影響が顕著である。